# 水运村站
水运村站是一个侯月线上的铁路车站，位于河南省济源市水运村，建于1995年，目前为五等站，邮政编码为454661。目前客运：办理旅客乘降；不办理行李、包裹托运；不办理货运营业。